# Pêro Viseu
Peroviseu es una freguesia portuguesa del concelho de Fundão, con 19,25 km² de superficie y  habitantes (2001). Su densidad de población es de 43,2 hab/km².